# St. Johannes Baptist (Salbke)

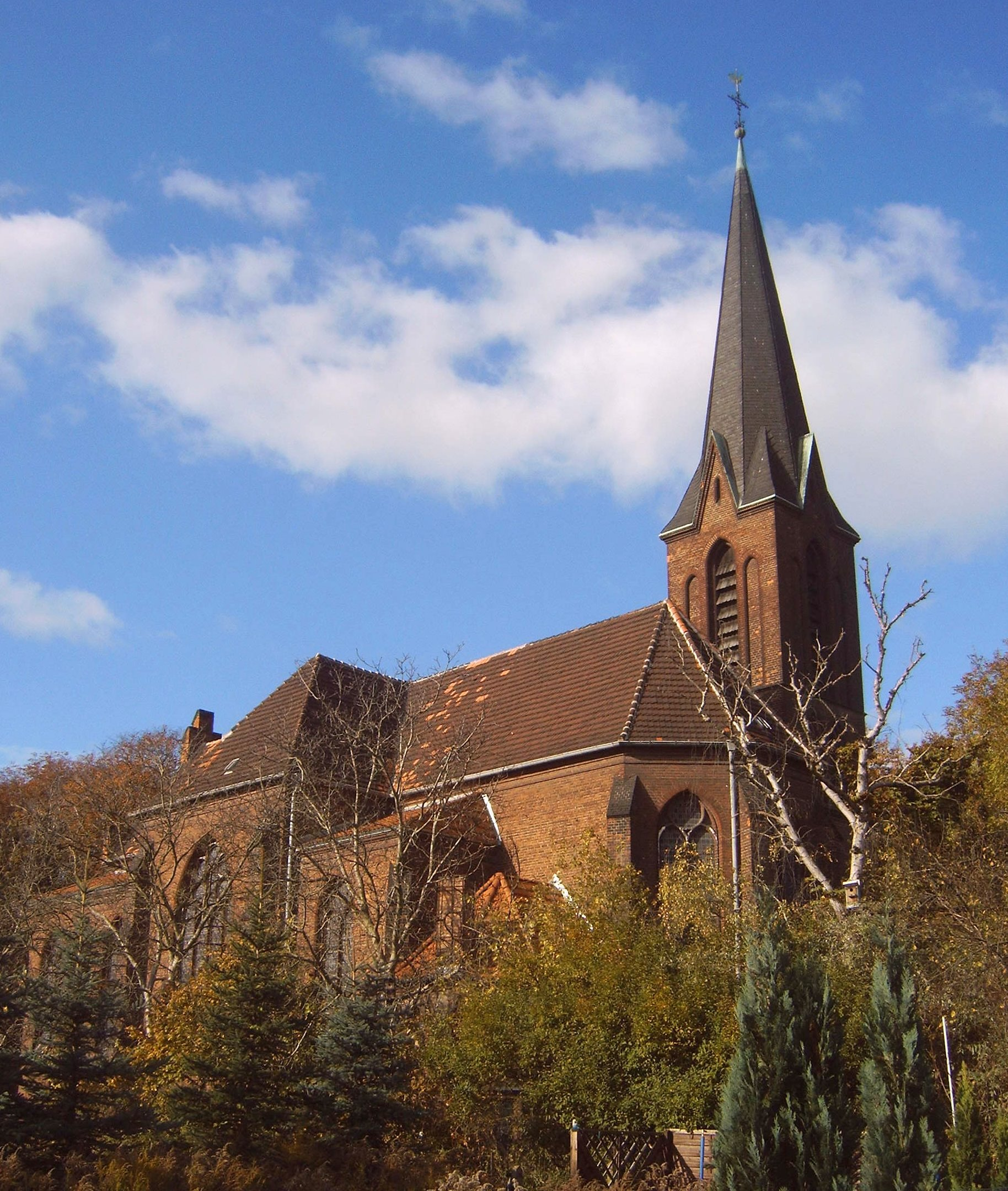
St. Johannes Baptist in Salbke

Die St. Johannes Baptist ist die profanierte römisch-katholische Kirche im Magdeburger Stadtteil Salbke.

## Architektur
Die Kirche entstand 1909/1910 nach einem Entwurf des Architekten Hilger Hertel d. J. in einem konservativen neogotischen Stil. Die aus Backstein errichtete Kirche verfügt über eine dreischiffige Staffelhalle, ein breites Querhaus und einen polygonalen Chor. Der Kirchturm befindet sich an der nordöstlichen Ecke des Gebäudes.

## Geschichte
Nachdem Salbke im Zuge der Reformation evangelisch geworden war, siedelten sich etwa ab 1838 wieder Katholiken im Ort und der näheren Umgebung an. 1840 lebten zunächst drei Katholiken unter den 851 Einwohnern evangelischer Konfession. Sie wurden zunächst von Magdeburg-Altstadt und seit 1868 aus Buckau betreut.
Ein erster katholischer Religionsunterricht wurde in der Wohnung des Glasmachers Venter in Westerhüsen durch den Missionsvikar Theodor Franz Deilmann gehalten. Diese Bemühungen wurden jedoch wieder eingestellt. Einen erneuten Versuch gab es 1893 durch Missionsvikar Johannes Werner, der den Unterricht für die stark angewachsene katholische Schülerzahl in Röbers Gasthof in Salbke durchführte. Am 10. Oktober 1895 gründete Werner eine katholische Privatschule. Es gab nun Pläne für den Bau einer katholischen Kirche in Salbke. Für 4481,74 Mark erwarb der Vikar 1895 das Grundstück Repkowstraße Nr. 4, 1896 das bebaute Grundstück Repkowstraße Nr. 3. Am 8. Oktober 1896 zog die katholische Schule in die vorhandenen Gebäude, 1901 folgte der Filialvikar Arnold Apen. Das Klassenzimmer diente als Raum für Gottesdienste. Eine andere Angabe nennt die Nutzung eines Stalls. Durch eine Flügeltür war eine kleine Kapelle abgetrennt. Am 30. November 1896 wurde erstmals seit der Reformation wieder nach katholischem Ritus zelebriert. Der Filialvikar war neben Salbke auch für Beyendorf, Dodendorf, Fermersleben, Sohlen und Westerhüsen zuständig.
Im Jahr 1905 lebten im Bereich der Gemeinde 880 Gläubige. Hinzu kamen 300, zumeist aus Polen stammende, katholische Saisonarbeiter. Bis 1915 stieg die Zahl der Gläubigen auf 1352 Personen an.
Wie für die zuvor errichtete katholische St. Norbert in Buckau wurden auch für die Salbker Kirche die Pläne vom Architekten Hilger Hertel d. J. in Münster erarbeitet. Eine erste Skizze fertigte Hertel 1905. Nach einigen Änderungen erfolgte am 26. November 1907 die Genehmigung durch das Generalvikariat und am 29. Oktober 1908 durch die staatlichen Stellen. Zur Finanzierung des Kirchenbaus in der Diaspora wurde um Spenden insbesondere in katholischen Zeitungen geworben.
Am 9. Mai 1909 vollzog Johannes Werner, seit 1894 Pfarrer in Buckau, die Grundsteinlegung. Die Benediktion erfolgte durch Kommissar Knoche am 8. Mai 1910. Zu Gast war der Oberbürgermeister August Lentze sowie Kommerzienrat Emanuel Baensch als Vertreter der Stadtverordnetenversammlung. Die Konsekration fand im Jahr 1912 statt. Im gleichen Jahr wurde Vikar Heinrich Helbig Nachfolger Apens. Ab 1917 gehörte die Filialkirchgemeinde Magdeburg-Südost dann nicht mehr zu Buckau.
Die katholische Schule bestand als katholische Volkshochschule fort. Während des Ersten Weltkriegs meldete die Schule für die Erntezeit des Jahres 1916, dass über 50 % der Schüler der ersten beiden Klassen, gemeint wohl der ältesten Klassen, dem Unterricht fernblieben, da sie bei der Ernte halfen. Auch in den Osterferien 1917 wurden die Schüler zu Arbeitseinsätzen auf den umliegenden Feldern eingesetzt.
1919 wurde ein vom Münchener Bildhauer Hans Faulhaber geschaffener Seitenaltar aufgestellt.
Anfang Mai 1931 hielt Pfarrer Latta in der Kirche den katholischen Trauergottesdienst für die Opfer der Explosionskatastrophe bei Fahlberg-List vom 28. April 1931.
Während des Zweiten Weltkriegs gehörten mehrere im Zwangsarbeiterlager Diana in Westerhüsen lebende Zwangsarbeiter zu den regelmäßigen Besuchern des Gottesdienstes. Das Gemeindeleben in dieser Zeit wurde als familiär und sehr lebendig beschrieben. Obwohl Kontakte zwischen ausländischen Zwangsarbeitern und Einheimischen von staatlicher Seite untersagt war, kam es zu engen Kontakten und langjährigen Freundschaften zwischen Gemeindemitglieder und Zwangsarbeitern.
Im Februar 1945 wurde das Kirchengebäude bei einem Luftangriff schwer beschädigt. Eine Neueindeckung des Kirchturms erfolgte im Frühjahr 1953. Oktober 1955 erwarb die Gemeinde eine pneumatische, 1930 von der hannoverschen Firma P. Furtwängler & Hammer gebaute Orgel aus Weferlingen. Ab 1966 war Heinrich Kohle Pfarrer der Gemeinde. Er versah seinen Dienst bis 1986. Eine Neueindeckung des Hauptdaches der Kirche wurde im September 1978 vorgenommen. Eine Restaurierung der Orgel fand im Juli 1997 durch die Halberstädter Firma Hüfken statt.
Am 1. April 2006 wurde der Gemeindeverbund Magdeburg Mitte errichtet, der die Kirchengemeinden St. Adalbert, St. Johannes Baptist, St. Norbert und St. Sebastian umfasste. Am 2. Mai 2010 entstand aus dem Gemeindeverbund die heutige Kathedralpfarrei St. Sebastian. Auch die St.-Marienstift-Kapelle gehört heute zu dieser Pfarrei.
2014 wurde die Zahl der Gemeindemitglieder mit etwa 230 Personen angegeben. Die katholische Kirchengemeinde gehörte zur Kathedralpfarrei St. Sebastian des Bistums Magdeburg.
Am 24. November 2019 beendete die römisch-katholische Gemeinde die Nutzung der Kirche. Ab 1. Dezember 2019 feierte die Evangelisch-Lutherische Gemeinde Magdeburg (SELK) ihre Gottesdienste dort. Diese Nutzung endete jedoch schon 2020 wieder, als die Gemeinde zum Oktober zurück nach Buckau zog. Per Dekret vom 1. Juni 2021 wurde die Kirche vom Magdeburger Bischof Gerhard Feige formal profaniert und 2024 an Ärzte verkauft.

## Innenausstattung
Der Innenraum ist weiträumig gestaltet. Auf Rundpfeilern mit Blattkapitellen ruht ein Kreuzrippengewölbe. An der westlichen Seite befindet sich eine Empore. Der Altar der Kirche verfügt über ein neogotisches Schnitzretabel. Teile der bauzeitlichen Inneneinrichtung sind erhalten geblieben. Zwei hölzerne Tafeln unterhalb der Orgelempore erinnern an die Gefallenen der Gemeinde in den Weltkriegen. Sie führen die Namen, das Sterbedatum und das Alter auf. 16 Gemeindemitglieder fielen im Ersten Weltkrieg.
Die sechs Farbglasfenster im Chor der Kirche wurden vom Glaskünstler Walter Bischof geschaffen. Sie zeigen in figürlicher Darstellung biblische Motive, eingearbeitet in eine geometrische Bleiverglasung, wobei Glasschliff und Schwarzlotmalerei zum Einsatz kam.

### Seitenaltar
Neben dem Altar ist ein vom Münchener Bildhauer Hans Faulhaber geschaffener Kriegsgedenkaltar bemerkenswert, der jedoch nicht mehr in seiner ursprünglichen Form erhalten ist. Zunächst befand er sich vor dem Chor an der nördlichen Stirnwand, wurde dann jedoch in den Bereich unterhalb der Orgelempore umgesetzt. In der Zeit von 1966 bis 1986 war der Altar durch Wurmstichigkeit baufällig geworden und wurde entfernt. Erhalten blieben die Skulpturen des Altars die heute (Stand 2014) auf der Orgelempore gelagert werden. Die ursprünglich zentral angeordnete Marienfigur ist 1,43 Meter hoch. Sie trägt ein rotes Kleid und einen goldfarbigen Mantel. Am Sockel findet sich die auf Faulhaber verweisende Signatur HF. Links und rechts der Marienfigur waren die beiden ebenfalls erhaltenen Figurengruppen angeordnet. Links befand sich die 1,29 Meter hohe Gruppe von drei Soldaten. Rechts die 1,30 Meter hohe Gruppe von drei Zivilisten. Die Farbgebung beider Gruppen präsentiert sich in den matten Farbtönen Grau, Grün und Braun.
Einen ersten Entwurf für den Aufbau des als Gedenkaltars vorgesehenen Seitenaltars sandte Vikar Helbig am 29. November 1916 an das Bischöfliche Generalvikariat nach Paderborn. Acht Gemeindemitglieder waren zu diesem Zeitpunkt bereits im Ersten Weltkrieg gefallen.